# Spirit Airlines
"Moins de dépenses. Plus de voyages."
Spirit Airlines (code AITA : NK ; code OACI : NKS) est une compagnie aérienne à bas prix américaine, dont le siège social est à Fort Lauderdale, en Floride.

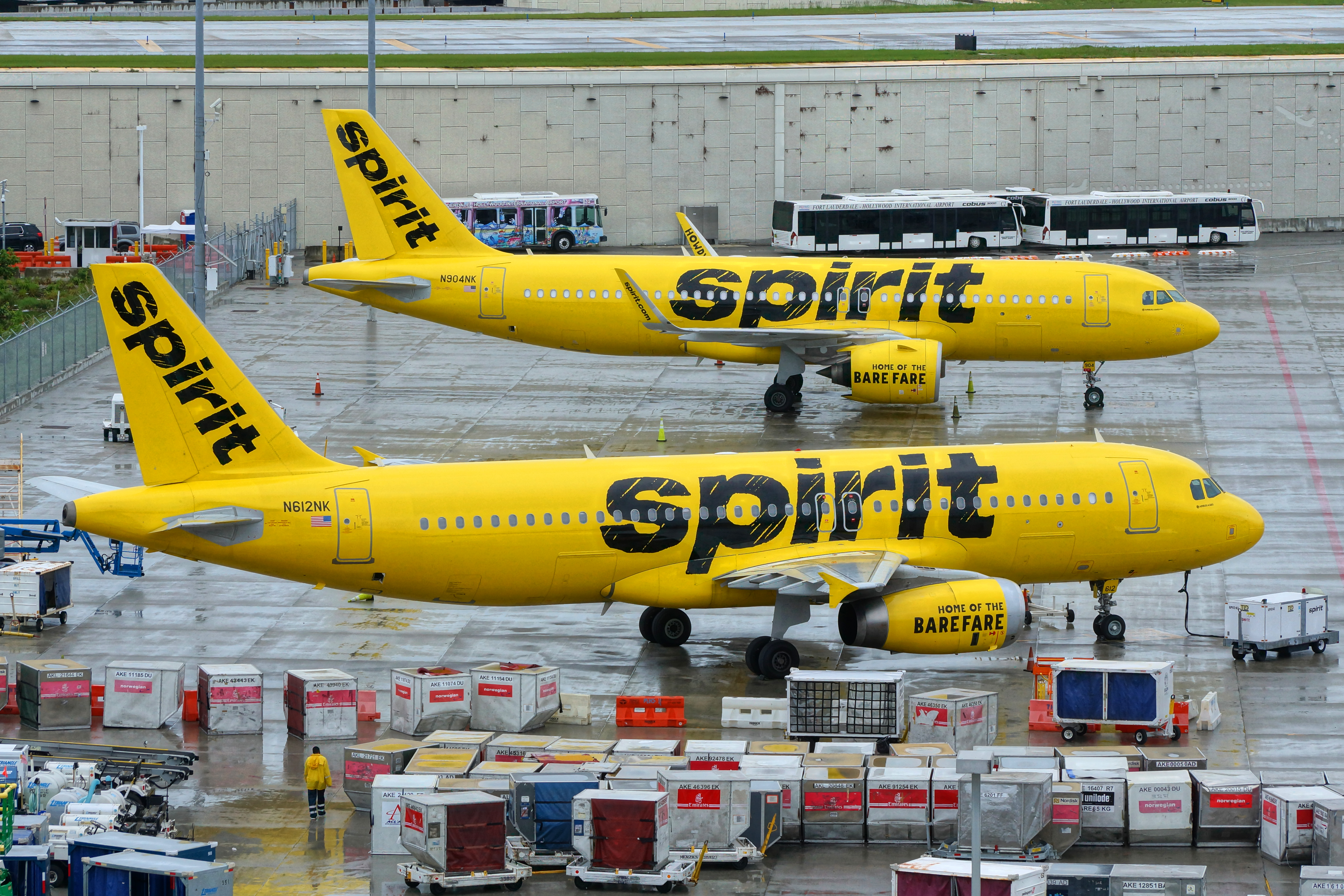
Deux Airbus de Spirit

## Histoire
Spirit Airlines a débuté en 1980, sous le nom de Charter One, un voyagiste basé à Détroit et fournissant des voyages organisés vers Las Vegas, les Bahamas et d'autres destinations touristiques.

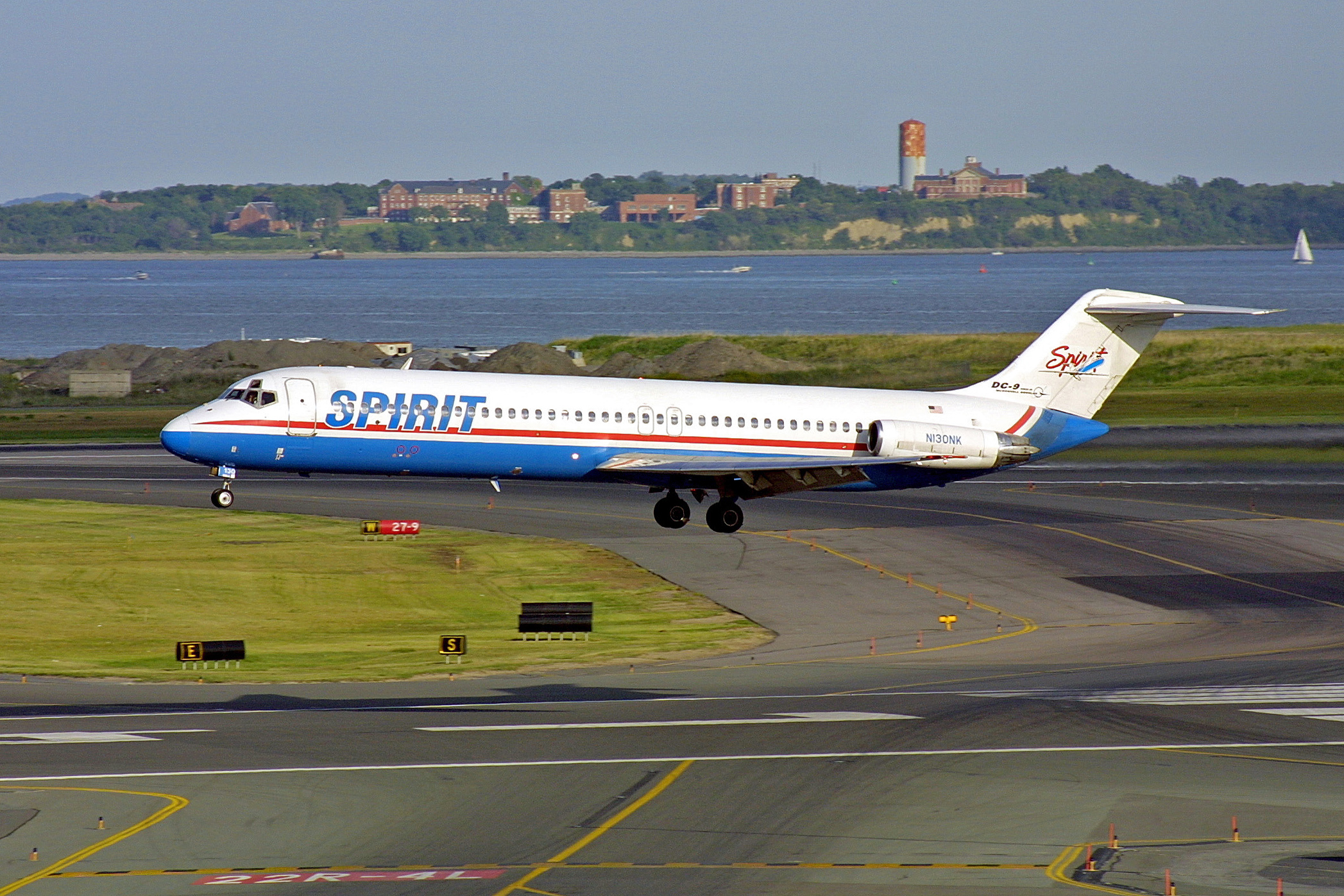
Un DC-9 de Spirit à Logan Airport Boston, Massachusetts.

En 1990, Charter One achète ses premiers avions de ligne et devient Spirit Airlines. Une nouvelle ligne à destination d'Atlantic City est ouverte. Puis en 1993, c'est la Floride qui est desservie, suivie par Los Angeles et New York.
En 1999, le siège de la compagnie quitte Détroit et le Michigan pour la Floride.
Le lundi 24 décembre 2019 la compagnie américaine ultra-low cost Spirit Airlines vient de faire une commande à Airbus en confirmant 100 appareils de la famille A320 neo + 50 en option. Un mix de A319, A320 et A321 pour  un contrat d'environ 12 milliards de dollars.
En février 2022, Frontier Airlines annonce un projet de fusion avec Spirit Airlines pour 2,9 milliards de dollars. En avril 2022, JetBlue Airways annonce émettre une offre d'achat sur Spirit Airlines pour 3,6 milliards de dollars. Le 14 janvier 2024, le département de la Justice des États-Unis bloque le projet d'acquisition qui à alors à 3,8 milliards de dollars, affirmant que cela créerait un manque de concurrence parmi les transporteurs à bas prix. Le cours de l'action de Spirit Airlines a chuté de 47 % après la prise de décision. Le 19 janvier 2024, ces compagnies font appel de cette décision. Le 5 mars 2024, JetBlue annonce la résiliation de l’accord de fusion avec Spirit, mettant fin au projet. Au terme de l’accord, JetBlue versera à Spirit 69 millions de dollars.
Spirit Airlines annonce le lundi 18 novembre 2024 son dépôt de bilan et se place sous la protection du chapitre 11 de la loi sur les faillites des États-Unis.

## Destinations
Spirit Airlines dessert de nombreuses destinations à partir de Fort Lauderdale. Aux États-Unis, la compagnie dessert notamment Atlanta, Atlantic City, Boston, Chicago, Detroit, Fort Myers, Las Vegas, Los Angeles, Myrtle Beach, Orlando, New York, Tampa Bay, et West Palm Beach. Spirit assure également des liaisons avec de nombreux pays d'Amérique du Nord et d'Amérique centrale.

## Flotte

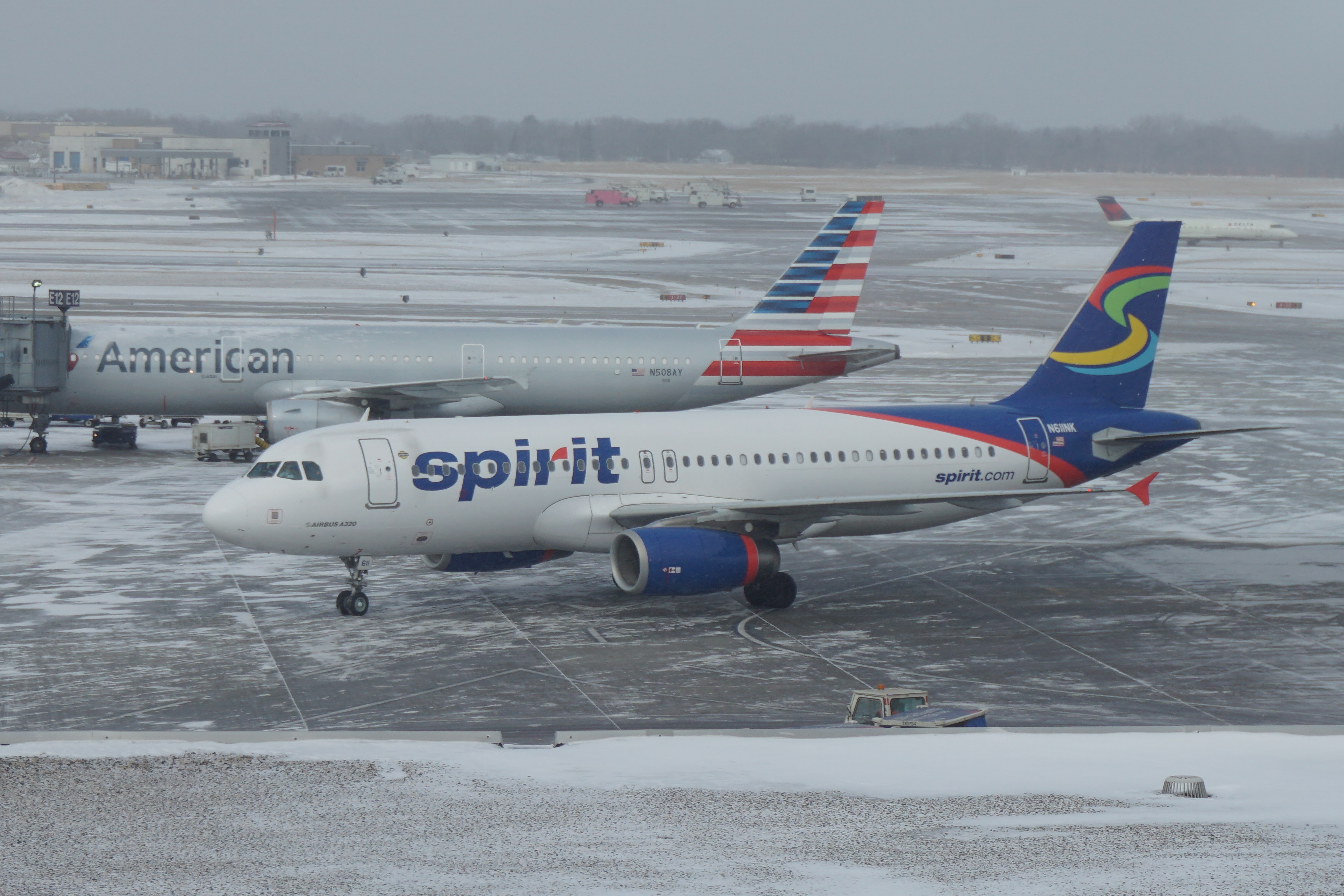
Airbus A320-200 de Spirit Airlines à l'aéroport de Minneapolis–Saint Paul.

En mai 2025, les appareils suivants sont en service au sein de la flotte de Spirit Airlines.
En 2004, Spirit a lancé un renouvellement complet de sa flotte qui s'est achevé en septembre 2006.
Le 15 novembre 2011, Spirit a commandé 75 Airbus A320 (la plupart étant équipés des nouveaux sharklets).

## Identité et livrées
Depuis son lancement, la compagnie a plusieurs fois changé la livrée ainsi que le logo présent sur ses avions.

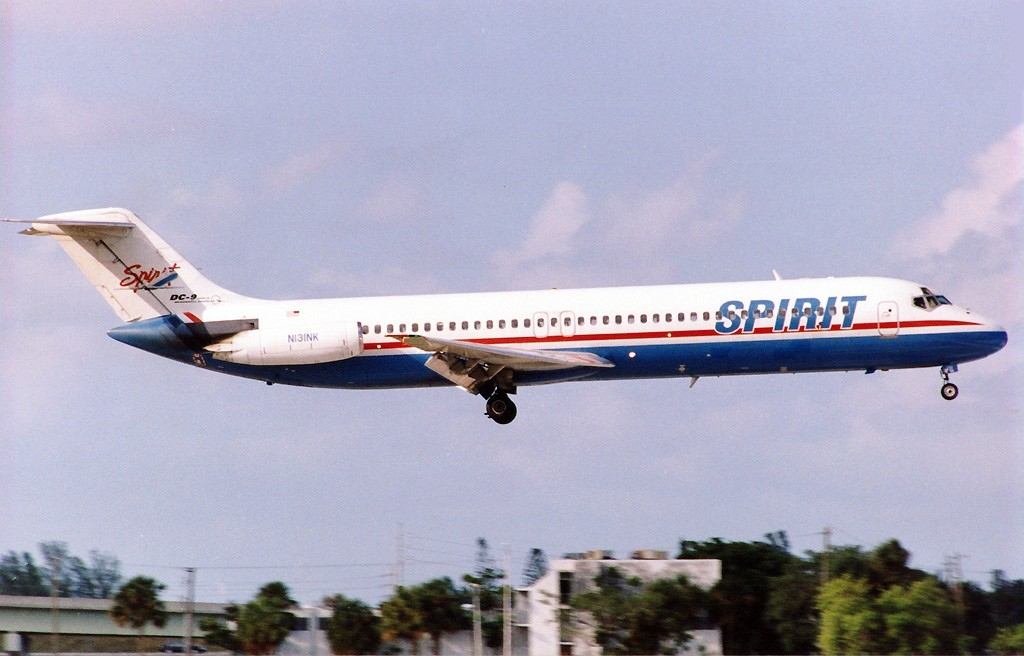
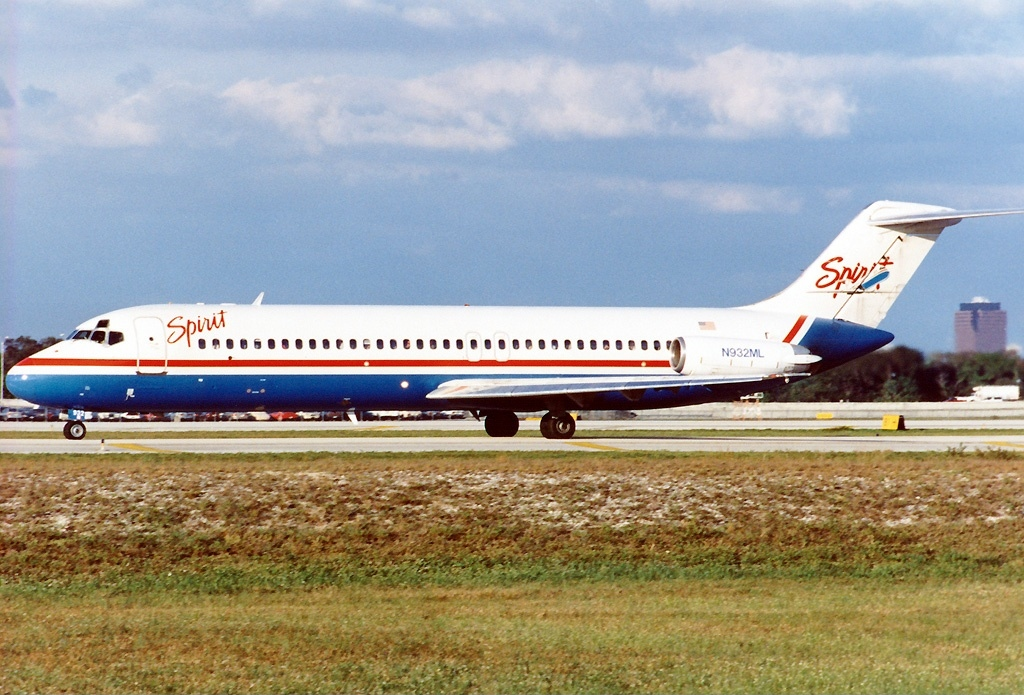
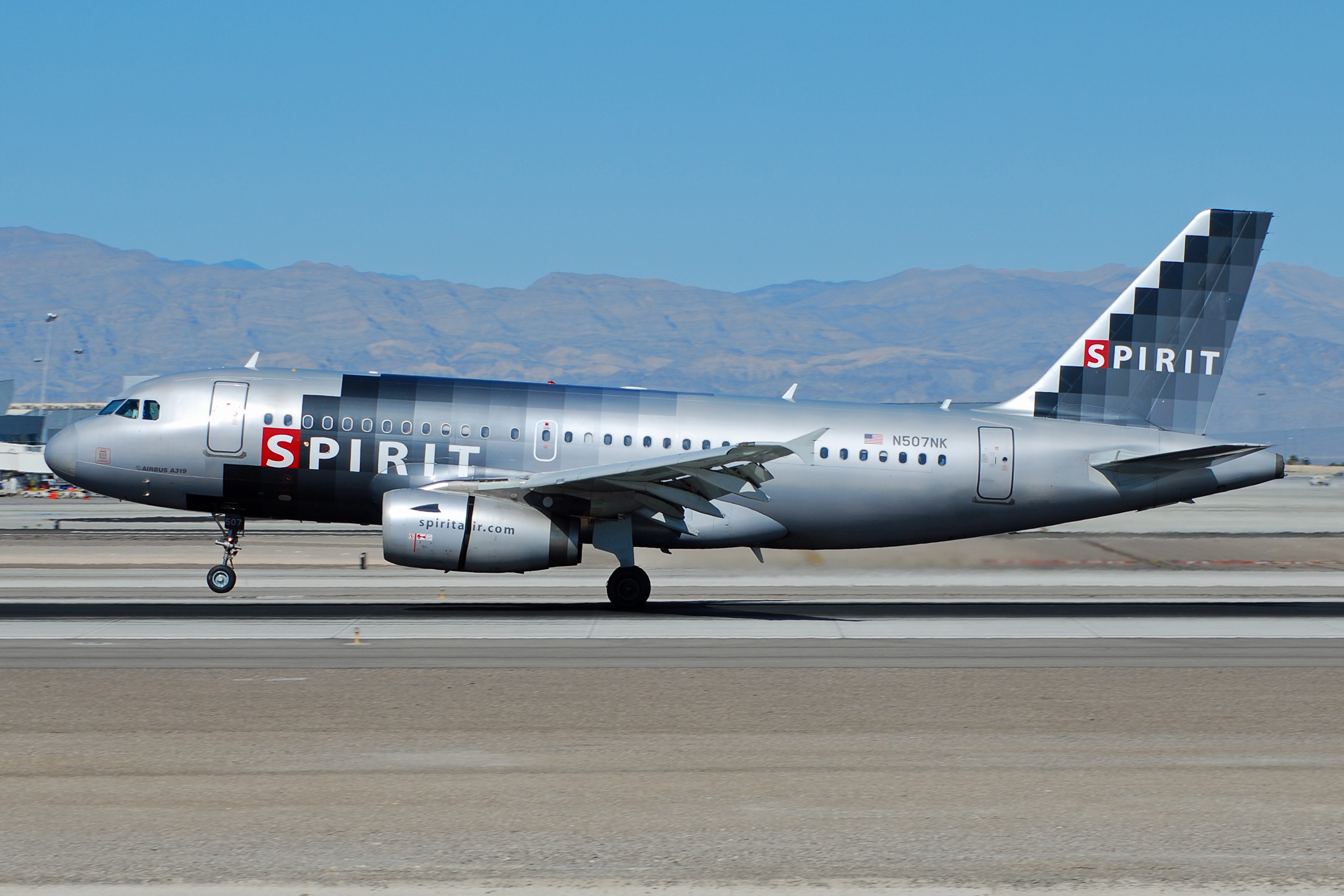
Livrée utilisée de 2002 à 2007
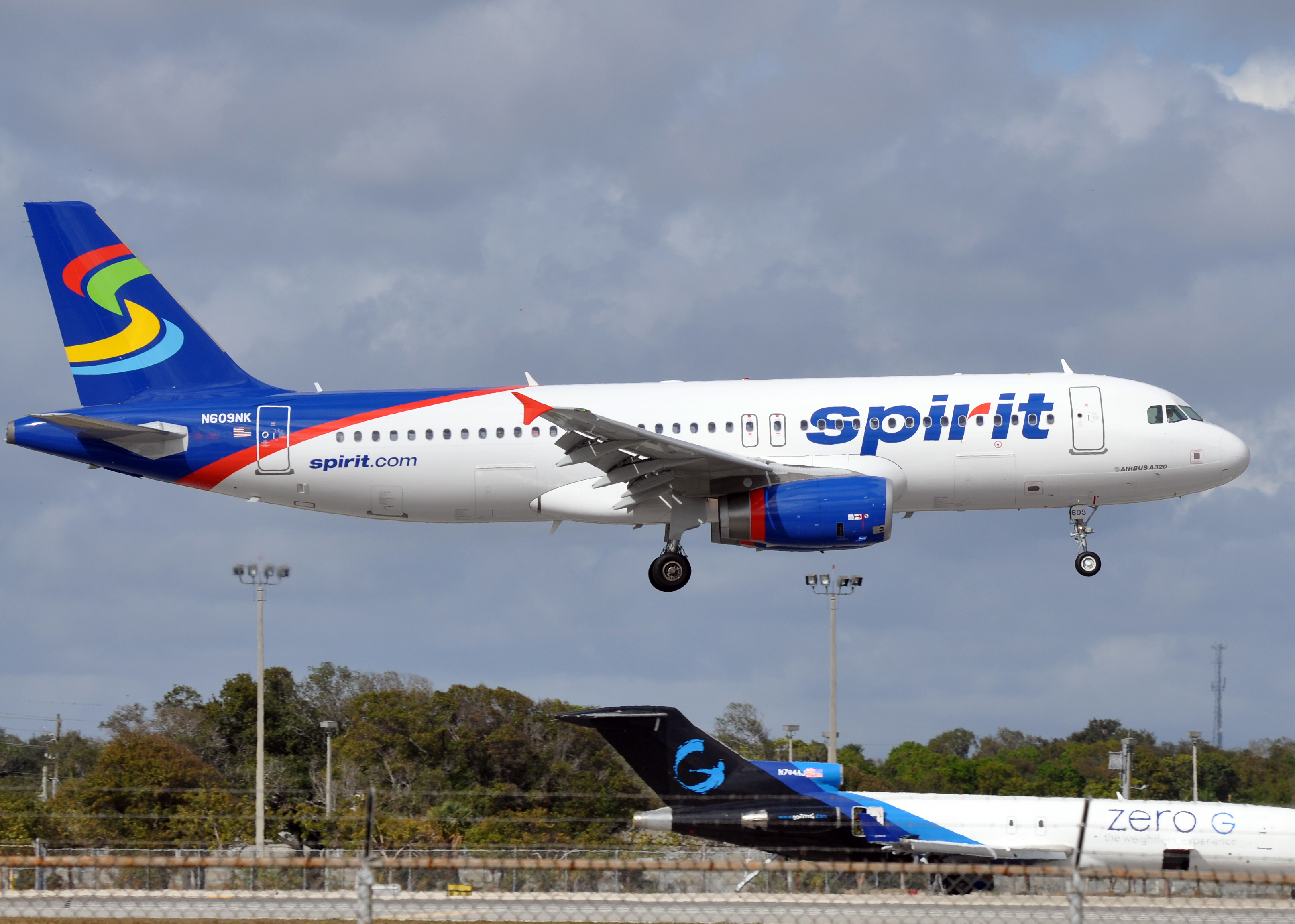
Livrée utilisée de 2007 à 2015
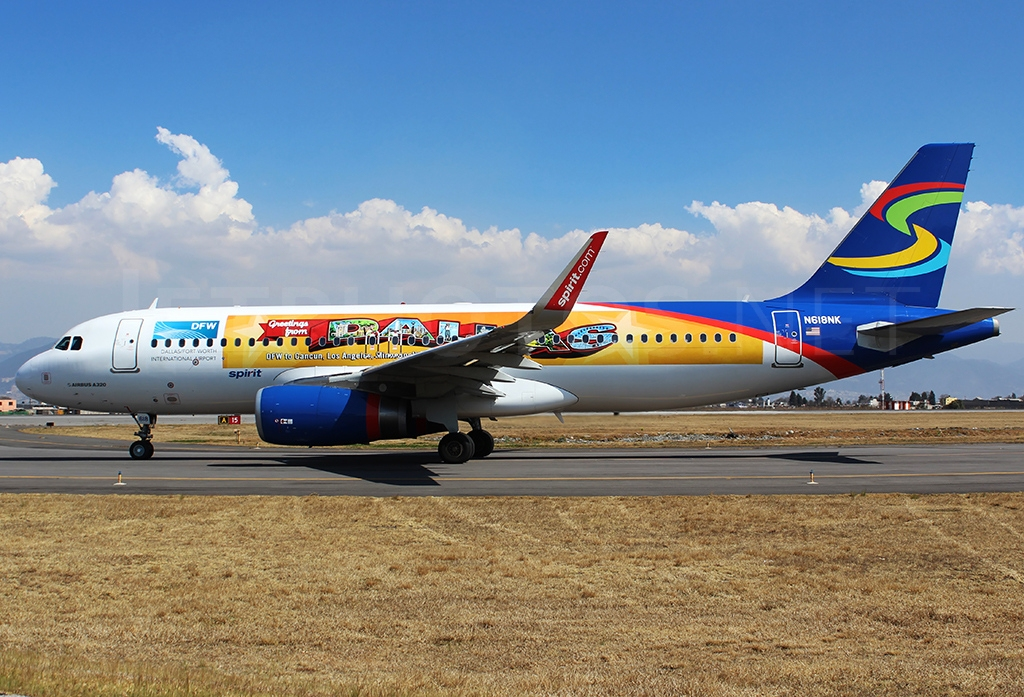
Airbus A320-232 arborant une livrée spéciale
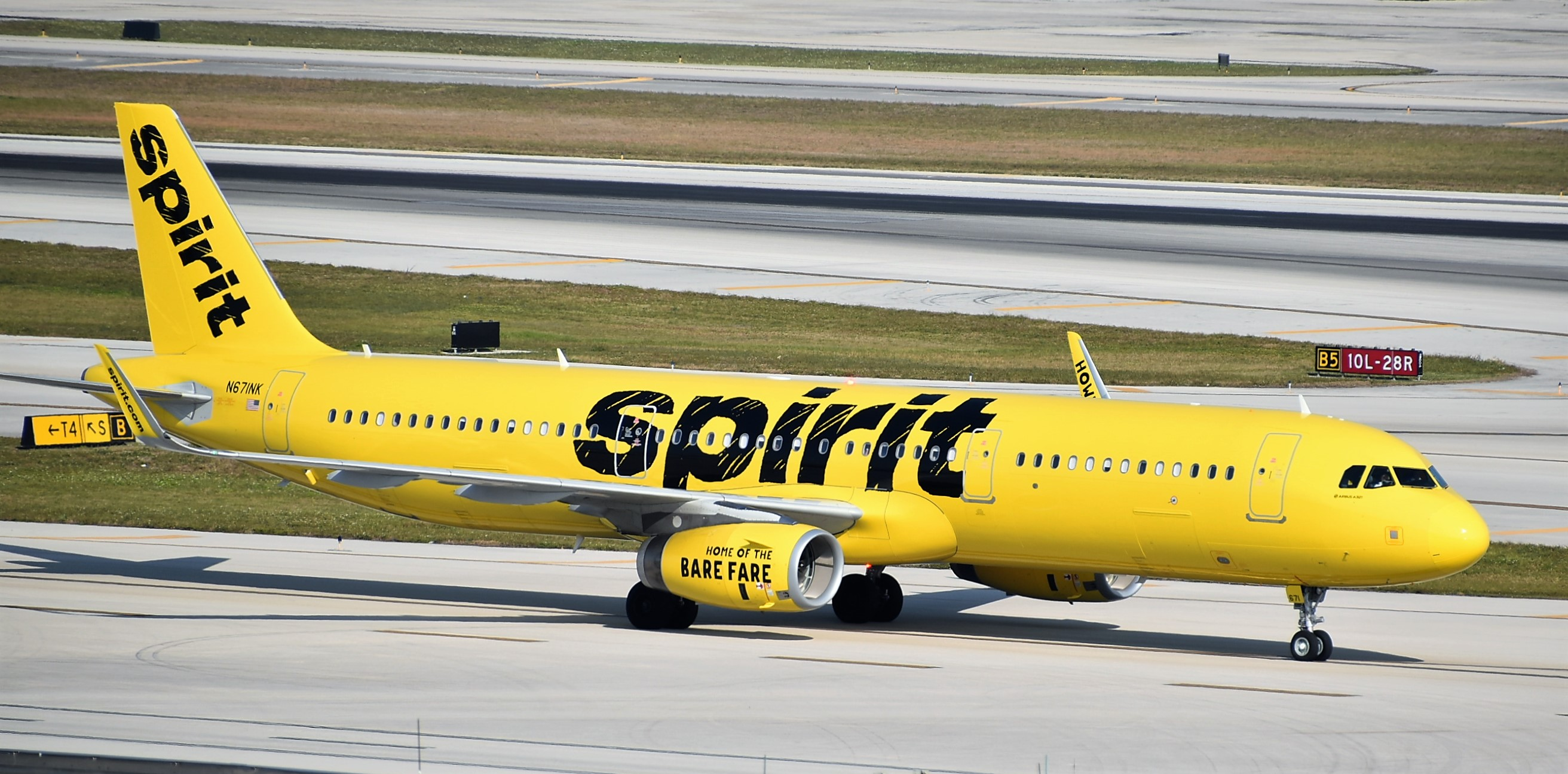
Livrée actuelle déployée à partir de 2015
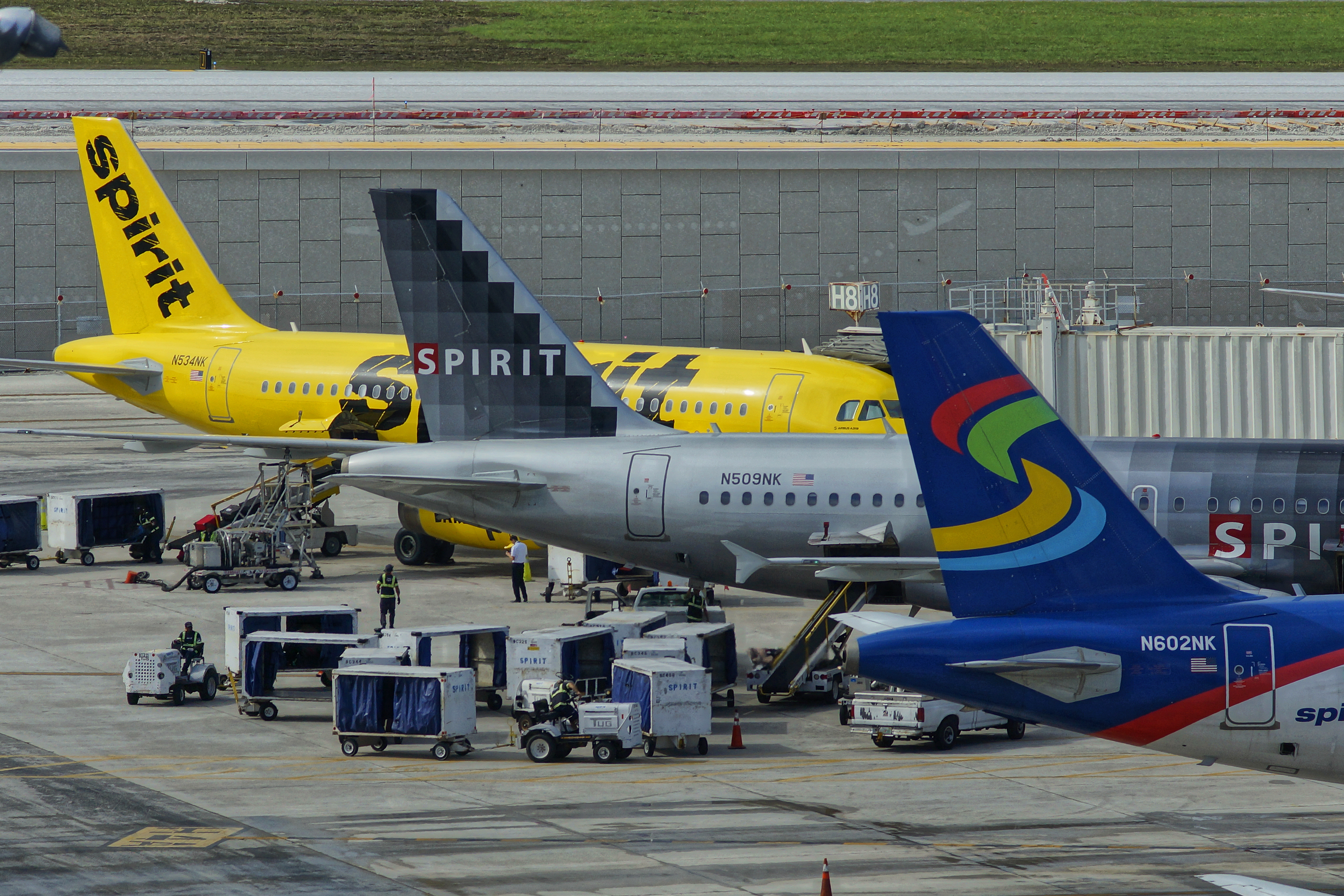
Différentes enseignes de queue de Spirit Airlines à l'aéroport international de Fort Lauderdale-Hollywood

## Photos

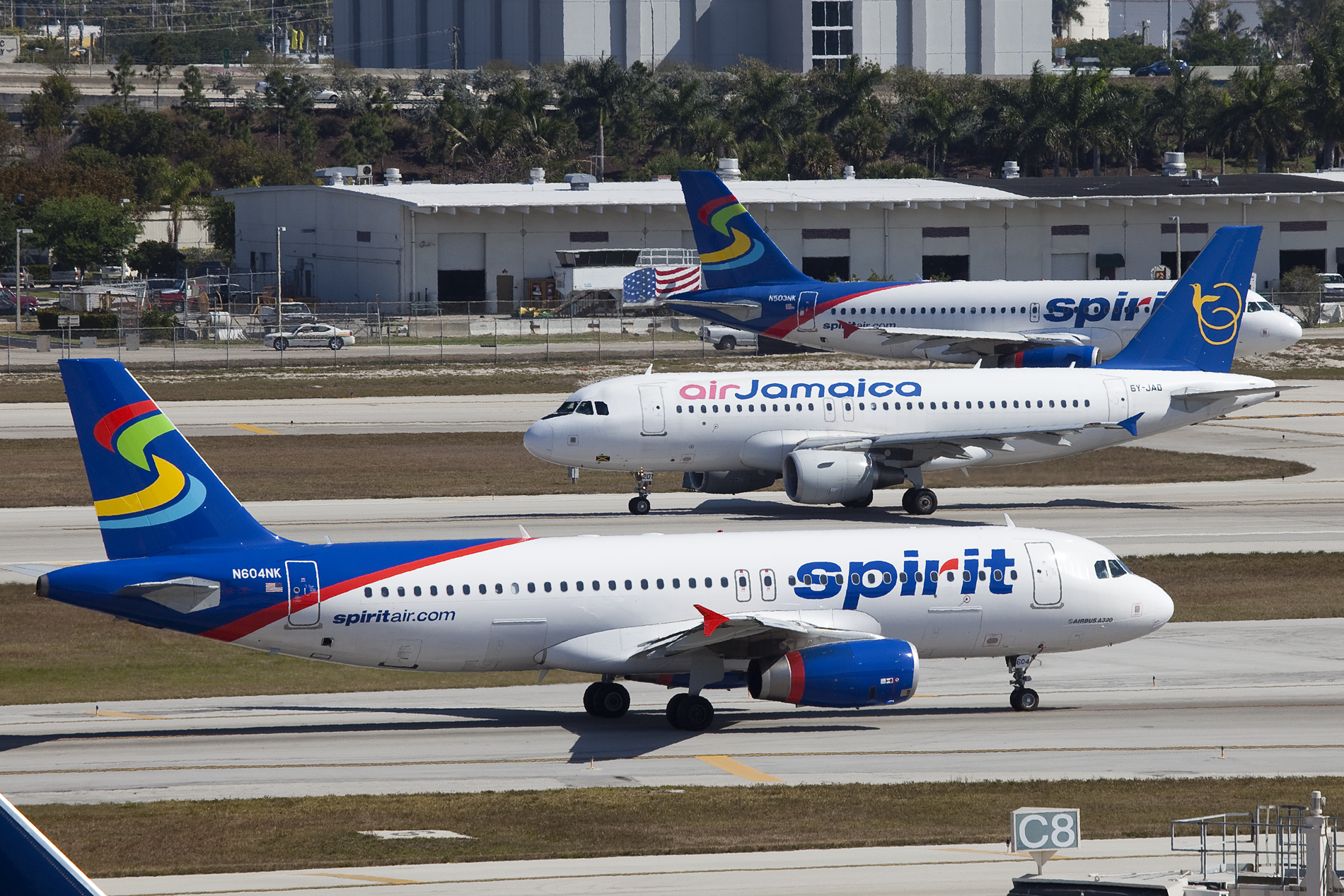
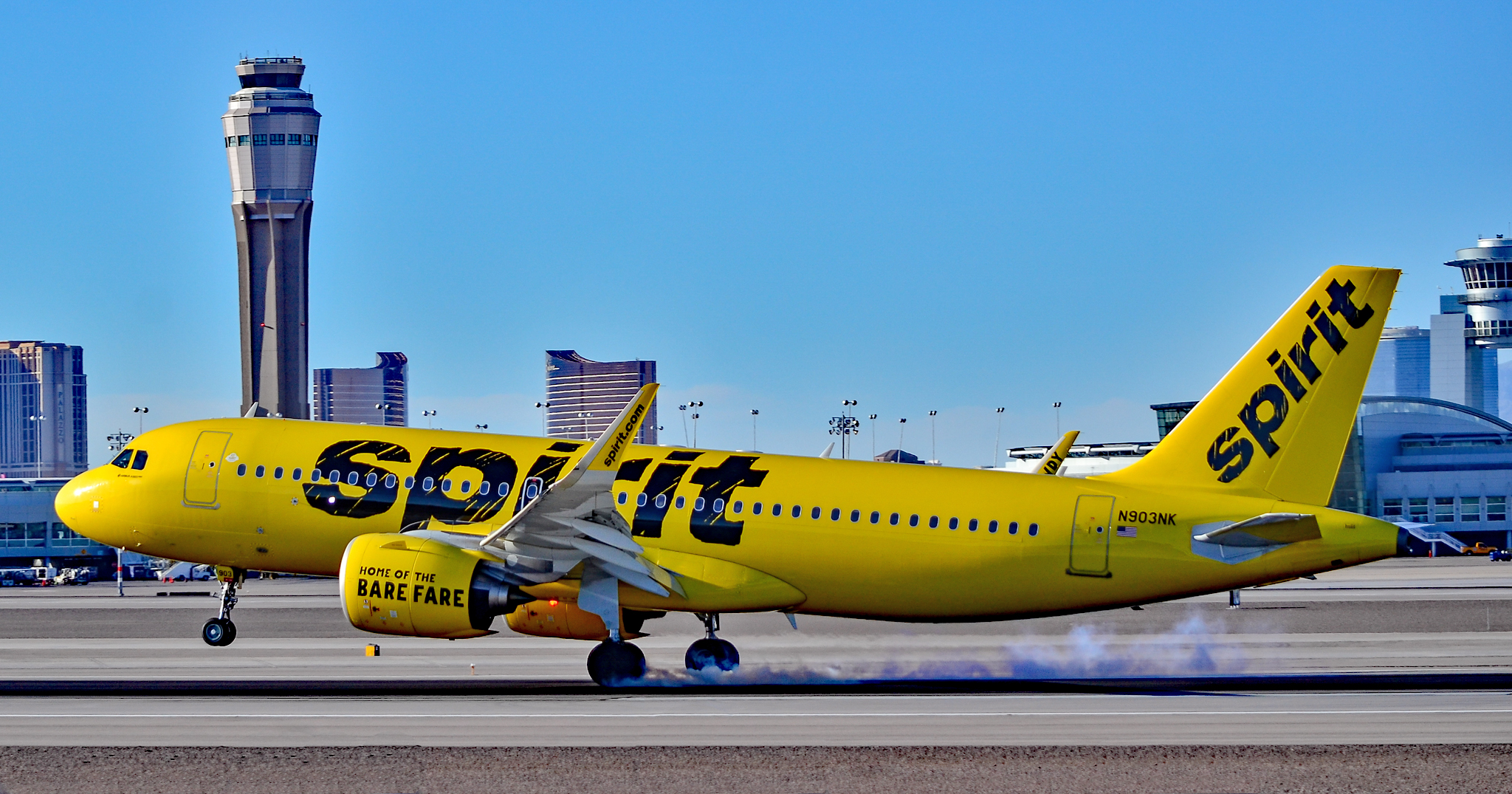
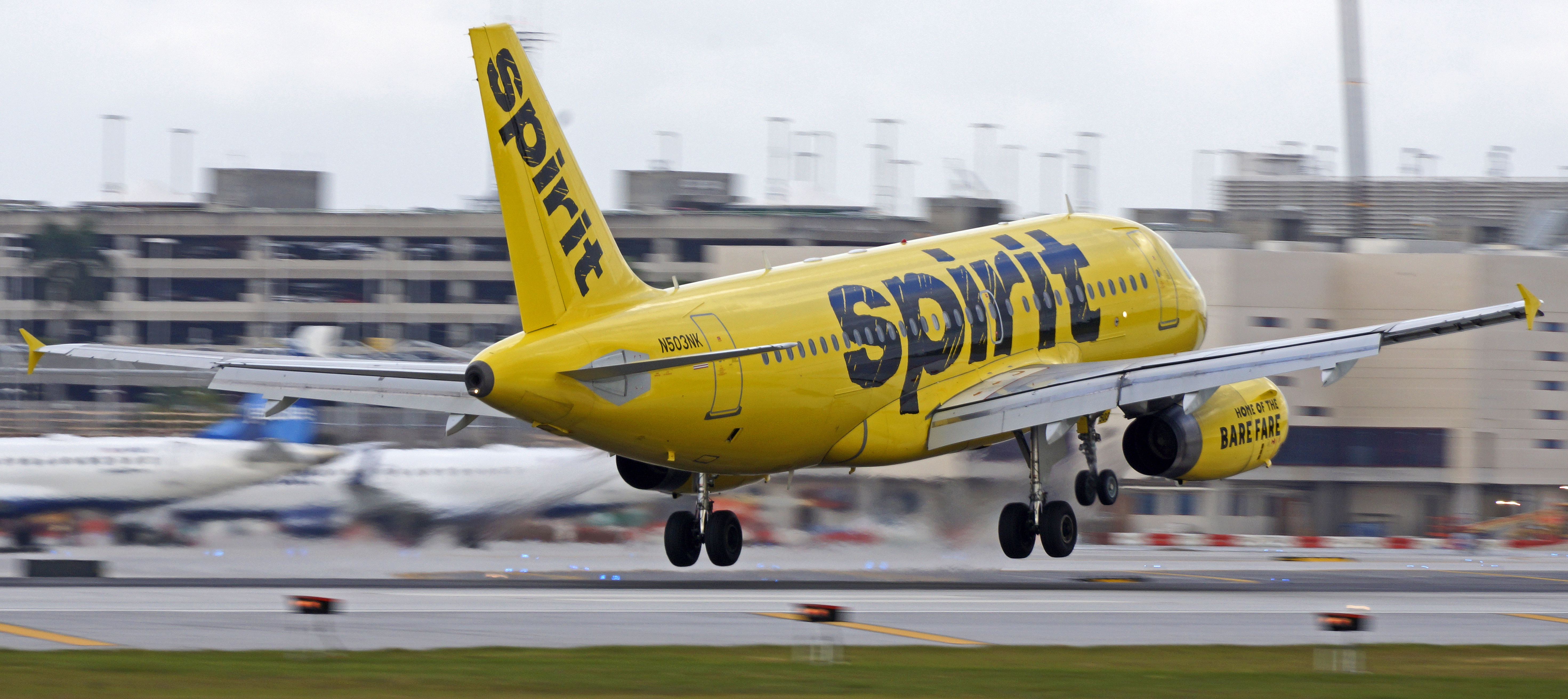